# Eldon Hoke
Eldon Hoke (né le 23 mars 1958 à Seattle dans l'État de Washington et décédé  19 avril 1997 à Riverside dans l'État de Californie également aux États-Unis), était un musicien américain. Surnommé El Duce, il était le leader du groupe The Mentors de 1974 au 18 avril 1997.

## Décès de Kurt Cobain
Eldon Hoke est soupçonné d'être impliqué dans l'affaire Kurt Cobain. Eldon Hoke affirme dans sa dernière interview, qu'en décembre 1993, Courtney Love en personne serait entrée au magasin de disques dans lequel il travaillait à mi-temps et lui aurait proposé 50 000 $ pour qu'il tue son mari.
Eldon Hoke a subi avec succès (99,7 %) le test du détecteur de mensonges le 6 mars 1996. Il a ajouté peu de temps après qu'il craignait pour sa vie. Moins d'une semaine après avoir témoigné pour le film de Nick Broomfield Kurt and Courtney sur la mort de Kurt, Hoke fut heurté par un train alors qu'il était ivre. La personne qui l'accompagnait ce jour-là, ne fut jamais retrouvée (le détective s'occupant de cette affaire, Antonio Terry a lui même été retrouvé mort le 4 juin 1994).
David Portnow a affirmé en 2019 qu'il aurait reçu 3000 voire 50 000 dollars pour tuer Cobain,, affirmations déjà répétées par Hoke en décembre 1993,,.
Des bandes controversées ont été retrouvées sur lui fin 2020.
Ses cendres ont été dispersées sur Cannon Beach.